# Podacarus auberti
Podacarus auberti är en kvalsterart som beskrevs av Grandjean 1955. Podacarus auberti ingår i släktet Podacarus och familjen Ameronothridae.

## Underarter
Arten delas in i följande underarter:
- P. a. auberti
- P. a. occidentalis